# Hoplobatrachus
Hoplobatrachus é um género de anfíbio anuro pertencente família Dicroglossidae.

## Espécies
As seguintes espécies são reconhecidas no gênero Hoplobatrachus:
- Hoplobatrachus chinensis (Osbeck, 1765)
- Hoplobatrachus crassus (Jerdon, 1854)
- Hoplobatrachus litoralis Hasan, Kuramoto, Islam, Alam, Khan, e Sumida, 2012
- Hoplobatrachus occipitalis (Günther, 1858)
- Hoplobatrachus salween Thongproh et al., 2022
- Hoplobatrachus tigerinus (Daudin, 1802)